# كولين غارسيا
كولين غارسيا هي عارضة وممثلة فلبينية، ولدت في 24 سبتمبر 1992 في ماندالويونغ في الفلبين.

## وصلات خارجية
- كولين غارسيا على موقع IMDb (الإنجليزية)
- كولين غارسيا على موقع قاعدة بيانات الفيلم (الإنجليزية)